# Ubu
Pour les articles homonymes, voir Ubu (homonymie).
François Ubu, dit le Père Ubu, est un personnage de fiction créé par l’écrivain français Alfred Jarry. Capitaine de dragons, officier de confiance du roi Venceslas, décoré de l’ordre de l’Aigle rouge de Pologne, ancien roi d’Aragon, comte de Sandomir ; puis roi de Pologne, docteur en pataphysique, et grand maître de l’ordre de la Gidouille. Il apparaît pour la première fois dans la pièce de théâtre Ubu roi.

## Origine du personnage
La personnalité du Père Ubu est forgée à partir de celle de Monsieur Hébert, professeur de physique au lycée de Rennes. Ses élèves avaient l'habitude de lui inventer des aventures rocambolesques sous le nom du P.H. (Père Hébert). Jarry a repris à son compte et développé la tradition potachique, pour développer une figure autant tragique que comique, souvent perçue comme l'archétype des effets de l'ivresse du pouvoir sur l'homme qui se perçoit d'abord comme innocent. Jarry, qui assimila dès l'épigraphe de l'Ubu roi la figure de son antihéros à celle de Shakespeare, finit par s'identifier lui-même au personnage : sur la fin de sa vie il signait « Ubu ».
Le personnage d'Ubu est devenu proverbial, symbole du délire du pouvoir et de l'absurdité des hiérarchies politiques. Le personnage d'Ubu, de son nom aux accents énigmatiques autant qu'universalisants à ses portraits par Jarry ou son adjectif dérivé (« ubuesque »), a fait l'objet de nombreuses reprises, à des titres variés et à des fins diverses, de par le nombre de courants ou épiphénomènes dans la contre-culture.
Les surréalistes ont à la fois redécouvert, réhabilité et célébré Jarry et ses personnages d'Ubu, Docteur Faustroll ou Emmanuel Dieu (héros et unique protagoniste de L'Amour absolu) comme des sommets de typologie équivalents aux plus grandes figures littéraires de tous les temps.

## Écrits d'Alfred Jarry sur Ubu
- Ubu roi ou les Polonais (1896)
- Ubu cocu (1897)
- Ubu enchaîné (1900)
- Les Almanachs du Père Ubu (deux parties, 1899 et 1901)
- Ubu sur la Butte (1906)

## Écrits d'autres auteurs sur Ubu

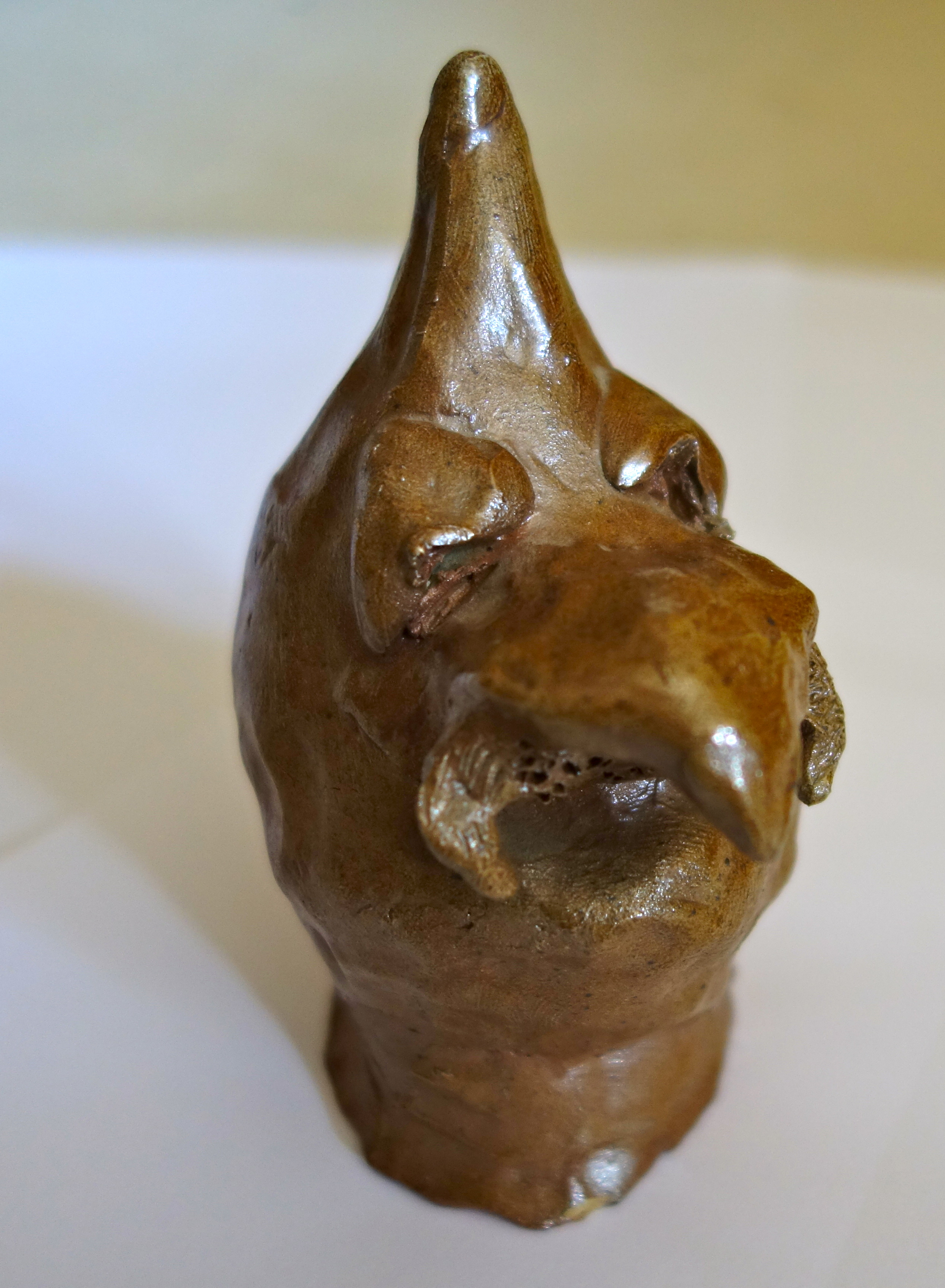
Monsieuye Ubu, terre cuite de P. Boulage (1970).

Devenu l'ami d'Alfred Jarry, le grand galeriste Ambroise Vollard composa des suites et variations sur Ubu :
- Le Père Ubu à l'hôpital, Paris, 1917.
- Le Père Ubu à l'aviation, croquis par Pierre Bonnard, Paris, Éditions G. Crès, 1918.
- La politique coloniale du Père Ubu, croquis par Georges Rouault, Éditions G. Crès, 1919.
- Le Père Ubu à la guerre, dessins de Jean Puy, Paris, Éditions G. Crès, 1920.
- Les réincarnations du Père Ubu, illustrations de Georges Rouault, Paris, Le Divan, 1925.
- Le Père Ubu au pays des soviets, Paris, Librairie Stock, 1930.

Les autres auteurs et titres sont :
- Gaston-Armand Amaudruz : Ubu justicier au premier procès de Nuremberg (préface P. Hofstetter), Paris, Ch. de Jonquières, 1949. Nouvelle édition et préface, Akribeia, 2008, 120 p.  (ISBN 978-2-91361-232-7).
- Robert Florkin : Ubu Pape , illustré par Jacques Carelman, éd. Temps Mêlés, Verviers, 1989.
- Patrick Rambaud : Ubu président.
- Vincent Puente : Ubu et la Manivelle à rien.
- Emmanuel Reuzé : Ubu Amiral.
- Daniel Accursi : Philosophie d'Ubu.
- Emmanuel Genvrin : Votez Ubu colonial, illustré par Serge Huo-Chao-Si, Éditions Grand-Océan, 1994.
- Claude Semal, Ubu à l'Élysée, 2009. Adapté en spectacle de marionnettes par Yvan Fox[pertinence contestée].

## Quelques artistes ayant fait le portrait d'Ubu
- Tristan Bastit (d)  (membre du collège de Pataphysique)
- Pierre Bonnard
- Jacques Carelman
- Max Ernst : Ubu Imperator (1923)
- Escaro
- Aline Gagnaire
- Dora Maar
- Roberto Matta
- Joan Miró : Le Gentleman (1924)
- Pablo Picasso
- Man Ray
- Georges Rouault

## Musiques et musiciens
Œuvres

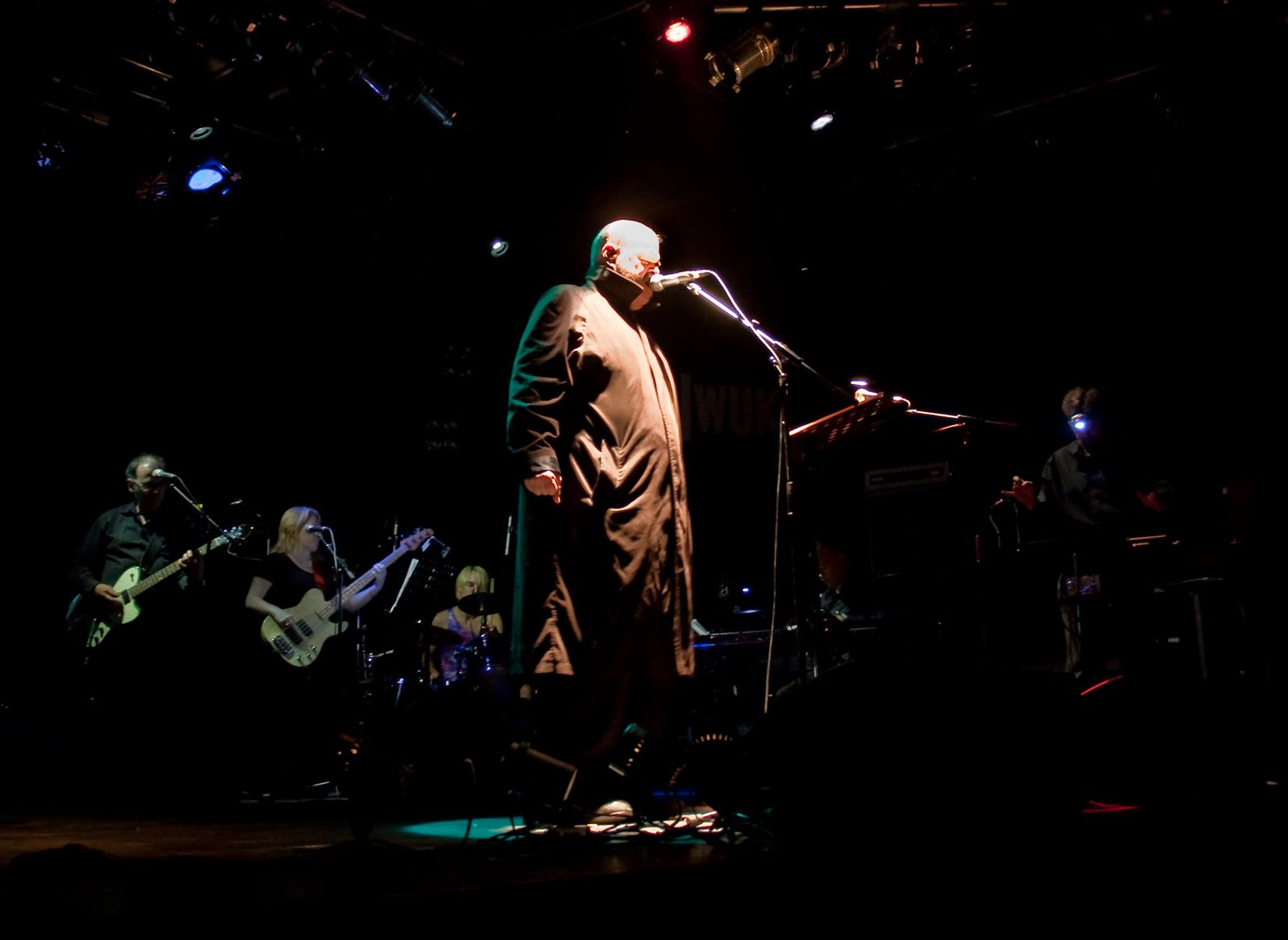
Le groupe de rock "Père Ubu".

- Musiques pour les soupers du roi Ubu  (1968) de Bernd Alois Zimmermann.

- Le père Ubu (chanson, 1974) : Cette chanson (sur l'album Sacré géranium]) est une vision personnelle de l'auteur compositeur interprète Dick Annegarn, mais elle respecte l'esprit de la création d'Alfred Jarry[5].
- Ubu (chanson), Jean-Roger Caussimon (1975)

- Ubu (chanson), chantée par Arno, sur l'album Covers Cocktail sorti en 2008.
- Ubu (2017), chanson de Methyl Ethel (en).

- Ubu et la merdre, disque du label In Polys Sons (d)

- 3 musiques pour Ubu de Jean Derome (musiques de scène pour Denis Marleau)

Musiciens
- Pere Ubu, groupe de rock américain

- UBU, quatuor de saxophones

## Adaptations
- Ubu roi, adaptation télévisée intégrale de la pièce par Jean-Christophe Averty (1965), réédité en DVD par Universal en 2007 (accompagné de Un siècle d'écrivain : Alfred Jarry, réalisé par J.-C. Averty, 1995)
- Ubu enchaîné, adaptation télévisée de la pièce d'Alfred Jarry par Jean-Christophe Averty diffusée le 2 octobre 1971.
- Ubu, court-métrage franco-belge de Manuel Gomez adaptant la pièce de Jarry en viande animée (1994).
- Les merveilleuses aventures du père Ubu, pièce de théâtre pour enfant du Badaboum Théâtre[6].
- Ubu, conçu par Olivier Martin-Salvant, d'après Ubu sur la Butte et Ubu roi, en tournée depuis 2015[7].

### Interprètes
- Firmin Gemier : Pièce mise en scène en 1908
- René Fauchois : Pièce mise en scène par Lugné-Poe (1922)
- Jean Témerson : Pièce mise en scène par Sylvain Itkine (1937)
- Georges Wilson: Mise en scène de Jean Vilar (1958)
- Jean Bouise : Téléfilm de Jean-Christophe Averty (1965)
- Benoît Allemane : Téléfilms (1971 et 1981) et Documentaire (1995) de Jean-Christophe Averty
- Andreas Katsulas: Mise en scène de Peter Brook (1977)
- Michel Poujade (voix) : Film d'animation de Jan Lenica (1979)
- Jean-Yves Chatelais: Mise en scène de Antoine Vitez (1985)
- Robert Tear : Opéra de Krzysztof Penderecki (1991)
- Wojteck Pszoniac: Mise en scène de Roland Topor (1992)
- Charles Levin : Comédie musicale de Rusty Magee (1995-1996)
- Dawid Minnaar : Mise en scène de William Kentridge (1996)
- J.J. Gordon (voix) : Téléfilms de marionnettes de Heinrich Sabl (1997-1998)
- Denis Lavant : Mise en scène de Bernard Sobel (2001)
- Jan Peszek : Film de Piotr Szulkin (2003)
- Mandiaye N'Diaye : Pièce mise en scène par Marco Martinelli (2008)
- Serge Bagdassarian : Pièce mise en scène par Jean-Pierre Vincent (2011)
- Éric Cantona : Pièce Mise en scène par Dan Jemmett (2011-2012)
- Jérémie Le Louët : Pièce mise en scène par Jérémie Le Louët (2014)
- Antonio Diaz-Florian : Mise en scène de Antonio Diaz-Florian (2016)
- Stéphane Bernard : Pièce mise en scène par Christian Schiaretti (2016-2017)
- Olivier Martin-Salvan : Pièce mise en scène par Olivier Martin-Salvan (2017)

### Bandes dessinées
- De nombreuses adaptations dessinées ont vu le jour. Parmi les auteurs on peut citer Franciszka Themerson (1970), Jan Lenica (1975 et 1979), F'murr (1981), Henri Meyer (1981), Daniel Casanave (2001), Emmanuel Reuzé (2002), Christian Goux (2003), Aurore Petit (2007).

## Divers
- Père Ubu est également le nom d'un hebdomadaire satirique belge paraissant le jeudi.
- L'Ubu est une salle de concerts de musique actuelle à Rennes, située en face du lycée où officiait le Père Ébé. Son logo s’inspire de l’illustration originale de Jarry.
- L'Ubu est une discothèque de Toulouse, lieu autrefois dirigé par Émile Fernandez et considéré comme le « rendez-vous mythique des nuits toulousaines » dans les années 1970[8].
- Ubu est le pseudonyme d'un animateur se produisant en discothèque durant les années 80.
- Un astéroïde de la ceinture principale, découvert le 6 novembre 2005 par Jean-Claude Merlin, porte son nom : (596543) Ubu[9].
- L'île Ubu qui se situe à Laval, sur la rivière Mayenne tire son nom, depuis 1984, de ce personnage[10].

## Antonomase
L'adjectif « ubuesque », signifiant « ridicule » et « grotesque », a été créé par antonomase sur le nom du personnage. Le CNRTL définit ce mot en ces termes  : 
« 
Qui évoque le grotesque du père Ubu par un despotisme, une cruauté, un cynisme, une forfanterie d'un caractère outrancier ou par des petitesses dérisoires.
 »

François Mauriac évoque ce mot dans ses mémoires intérieurs 
« 
Rien ne me plaît plus de cette époque gâteuse et sanglante avec ses techniques ubuesques, ses chambres à torture et ses adultes tellement abrutis (...) qu'ils préfèrent Tintin à tout.  »